# Albert Lance
Pour les articles homonymes, voir Lance (homonymie).
Albert Lance (Lancelot, Albert Ingram), né le 12 juillet 1925 à Adélaïde (Australie), et mort à Bellecombe-en-Bauges (en Savoie) le 15 mai 2013 est un ténor lyrique français d'origine australienne, dont la carrière s'est étendue des années 1950 aux années 1970. Il est principalement connu pour ses interprétations de grands rôles d’opéras français. Il est apprécié pour « sa voix chaude à la projection puissante, sa diction claire [et] ses aigus virils ».

## Biographie
Lancelot Albert Ingram nait le 12 juillet 1925 à Adélaïde (Australie),.
Il est élevé par une nourrice au sein d'une communauté allemande dans le bush australien, et commence à chanter comme sopraniste à l'église. À 14 ans il retrouve son père qui l'emmène à Adélaïde. À 16 ans il a une méningite (qui lui fait perdre un œil) et retrouve alors sa mère.
Lors de la Seconde Guerre mondiale, il monte des concerts de variété pour récupérer des fonds pour les «prisonners of war». Il travaille quelque temps dans une usine à Melbourne. Après avoir gagné un radio-crochet organisé par Gladys Moncrieff (en), il commence sa carrière de chanteur en chantant, pendant plusieurs années, des ballades anglaises et irlandaises dans des cabarets. Il participe à des tournées en Australie, Tasmanie et Nouvelle-Zélande, avec notamment la compagnie de vaudeville The Australian Street Singers,.
Il rencontre Gertrude Johnson (en), fondatrice du National Theatre de Melbourne, qui lui fait prendre des cours de chants pour chanter, en 1950, le rôle de Mario Cavaradossi dans Tosca (en anglais). Toujours avec l'Opéra de Melbourne, il chante ensuite Rodolfo dans La Bohème et Pinkerton dans Madame Butterfly (tous les deux en anglais), puis en 1953 le rôle-titre des Contes d'Hoffmann,.
Après avoir retravaillé quelque temps à l'usine, il auditionne auprès de Dominique Modesti, professeur de chant français : il quitte alors l'Australie pour s'installer à Paris. Il est engagé en 1955 à l'Opéra-Comique, puis il entre dans la troupe de l'Opéra de Paris.
Il prend alors le pseudonyme d'Albert Lance (dérivé de son nom véritable),.
Il est alors un des tout premiers ténors de la troupe de l'Opéra de Paris. Il y chante notamment très régulièrement les rôles-titres de Faust, des Contes d'Hoffmann, de Werther, et Mario Cavaradossi dans Tosca,. Il chante notamment un extrait de Tosca avec Maria Callas et Tito Gobbi lors du gala de la Légion d’honneur en décembre 1958. En novembre 1959, il chante Don José lors de la création de Carmen à l'Opéra de Paris, sous la direction de Roberto Benzi dans la mise en scène de Raymond Rouleau, avec Jane Rhodes, Robert Massard et Andréa Guiot.
Attaché à la troupe de l'Opéra de Paris, il chante peu à l'étranger (il sera notamment réclamé en vain par la Scala,), mais a néanmoins l'occasion de participer à des productions à Londres, Vienne, Moscou, Kiev, Riga, Philadelphie, San Francisco, Los Angeles, Buenos Aires et Rio de Janeiro.
Il obtient la nationalité française en 1967, remise par le général de Gaulle en personne. Cette même année 1967, le magazine Life le classe parmi les huit meilleurs ténors mondiaux.
Il soutient Georges Pompidou pour l'élection présidentielle de 1969.
En 1973, à l'arrivée de Rolf Liebermann, la troupe de l'Opéra de Paris est dissoute,,. Albert Lance rejoint alors la troupe de l’Opéra du Rhin à Strasbourg, jusqu’à sa retraite en 1977.
Il se consacre ensuite exclusivement à l’enseignement, au conservatoire de Nice pendant dix-neuf ans, puis au conservatoire d’Antibes pendant onze ans, en compagnie de son épouse Iris Parel. Il crée alors, à Colomars, village de l'arrière pays niçois où il réside, l’«Albert Lance Lyric Company», une association organisant des spectacles lyriques, qu'il dirige avec Iris Parel jusqu'à la fin de sa vie.
Albert Lance meurt le 15 mai 2013 à Bellecombe-en-Bauges (en Savoie).

## Répertoire
Albert Lance a notamment interprété :
- Don José dans Carmen de Georges Bizet, notamment lors de sa première production à l'Opéra de Paris en 1959
- le rôle-titre de Werther de Jules Massenet
- Jean dans Hérodiade de Jules Massenet
- le rôle-titre du Cid de Jules Massenet
- le rôle-titre des Contes d'Hoffmann de Jacques Offenbach
- le rôle-titre de Faust de Charles Gounod
- Roméo dans Roméo et Juliette de Charles Gounod
- Mario dans Tosca de Giacomo Puccini
- Rodolfo dans La Bohème de Giacomo Puccini
- Pinkerton dans Madame Butterfly de Giacomo Puccini
- Le Duc dans Rigoletto de Giuseppe Verdi
- Riccardo dans Un bal masqué de Giuseppe Verdi
- le rôle-titre de La Damnation de Faust d'Hector Berlioz
- Énée dans Les Troyens d'Hector Berlioz
- le rôle-titre dans Paillasse de Ruggero Leoncavallo
- Grigori dans Boris Godounov de Modeste Moussorgski
- Hérode dans Salomé de Richard Strauss
- Jason dans Médée de Darius Milhaud
- Éric dans Le Vaisseau fantôme de Richard Wagner

## Discographie
Peu d'enregistrements d'Albert Lance ont été réédités sous forme de CD. On trouvera néanmoins :
- divers airs d'opéras français et d'opéras italiens chantés en français, au sein d'une compilation "Le chant français" (disque n°9), enregistrés en 1959 à Paris (EMI Classics 7243 5 85329 2 9).
- divers airs d'opéras français (Werther, Carmen, Contes d'Hoffmann, Hérodiade, Le Cid, Faust, Roméo et Juliette) et d'opéras italiens (Un bal masqué, Le Trouvère, Rigoletto, Tosca, Paillasse) enregistrés entre 1958 et 1963, dans la collection "La troupe de l'Opéra de Paris" (Malibran Music CDRG 203).
- Carmen de Georges Bizet, dirigé par Roberto Benzi, à Paris en 1960, avec Jane Rhodes, Robert Massard et Andréa Guiot (Philips Classics 446 118-2).
- Werther de Jules Massenet, dirigé par Jésus Etcheverry, à Paris en 1964, avec Rita Gorr, Mady Mesplé, Julien Gioavannetti, Gabriel Bacquier, Robert Andreozzi et Jacques Mars (Accord 472 917-2).
- Faust de Charles Gounod, dirigé par Roberto Benzi, à Amsterdam en 1972, avec Andrée Esposito, Roger Soyer et Robert Massard (Bella Voce BLV 107.408).
- Madame Butterfly de Giacomo Puccini, en français, dirigé par Jules Gressier, avec Lyne Cumia et Gabriel Bacquier (Malibran Music MR715).